# Международни икономически отношения
Международните икономически отношения, МИО (по-рядко като международна икономика на английски: international economics) са икономическите отношения между държавите, регионалните организации, транснационалните корпорации и други субекти на световната икономика. Включват валутно-финансови, търговски, производствени, трудови и други отношения. Водеща форма на международните икономически отношения са валутно-финансовите отношения.
В съвременния свят са актуални глобализацията и регионализацията на международните икономически отношения. Доминираща роля в установяването на световен икономически ред играят транснационалният капитал и международните институции, среди които се открояват Световната банка и Международният валутен фонд (МВФ). В резултат на международното разделение на труда са се образували световни центрове на икономическо и технологично развитие (Северноамерикански, Западноевропейски и Азиатско-Тихоокеански). Сред актуалните проблеми на международните икономически отношения са проблемите по създаване на зони за свободна търговия, международни транспортни коридори и интернет икономика.

## Форми
Съществуват следните форми на МИО:
- международна специализация на производството и научно-техническите дейности;
- обмен на научно-техническа информация;
- международна кооперация на производството;
- международна търговия;
- информационни, валутно-финансови и кредитни връзки между страните;
- движение на капитали и работна сила;
- дейност на международните икономически организации.

## Изучаване в България
Специалността се изучава в стопанските факултети на университетите в България. Съгласно държавните изисквания за придобиване на висше образование срокът за обучение при бакалавърските програми редовна форма на обучение е 4 години с хорариум не по-малък от 2200 часа и не по-голям от 3000 часа. Магистърските програми за кандидати завършили същата специалност са със срок на обучение не по-малък от 1 година, а за кандидати бакалаври и магистри по други специалности срокът на обучение е съобразен с правилника на съответното висше училище.

### Бакалаври
През първите две години на обучението в бакалавърската степен на специалност МИО се изучават общоикономически дисциплини: „Стопанска история“, „Основи на управлението“, „Висша математика“, „Основи на икономическата теория“, „Икономика на предприятието“, „Прогнозиране и планиране“, „Макроикономика“, „Микроикономика“, „Основи на финансите“, „Основи на счетоводството“, „Статистика“, „Основи на маркетинга“ и др. В зависимост от учебния план на висшето учебно заведение в първите две години могат да бъдат предвидени и задължителноизбираеми предмети като студентите имат възможността да избират между няколко предложения. Задължително е изучаването на чужд език.
- „Международна търговия“ – изучава движението на стоки и услуги през международните граници от гледна точка на фактори за търсене и предлагане, икономическа интеграция и политически промени.[4]
- „Международни финанси“ – движението на капитала през международните финансови пазари и ефектите от тези движения върху стойностите за обмен на валути.
- „Международна монетарна икономика и макроикономика“ – изучава движението на пари и макроикономическите движения през страните.[5]
- „Теория на международните икономически отношения“ – изучава същността, основните тенденции в развитието на съвременните МИО, обектите и субектите на МИО, икономическите теории за същността и развитието на МИО до наши дни и др.
- „Конюнктура и прогнозиране на международните пазари“ – изучава икономическото съдържание на понятието конюнктура, особеностите на международните пазари, видовете пазарни структури, конюнктурообразуващите фактори, видове пазарни проучвания във външноикономическата дейност и др.
- „Международен мениджмънт“ – изучава международното обкръжение, междукултурните различия, формулирането на стратегии, организационните структури в международния бизнес, интернационалното управление на човешките ресурси, управлението на риска, съвременните тенденции в международния мениджмънт и др.
- „Международни бизнес операции“ – изучава в детайли същността и особеностите на различните външноикономически операции: международна сделка за покупко-продажба, посреднически и реекспортни операции, компенсационни операции, международни лизингови операции, трансфер на знания и опит, промишлено коопериране, международни инженерингови сделки, концесионни съглашения и т.нар. B.O.T. проекти, публично-частно партньорство в международния бизнес, аутсорсинг, офсетни операции, стратегически съюзи, офсетни операции и др.
- „Европейска икономическа интеграция“ – изучава възникването и развитието на ЕС, европейските финансови институции, функциите на Европейската инвестиционна банка, същността на единния вътрешен пазар, европейската валутна система, структурните политики на ЕС, регионална икономическа интеграция и др.
- „Външноикономически отношения на България“ – изучава същността на външноикономическите отношения, външнотърговския режим и средствата за регулиране на външната търговия, средствата на външната политика (икономически, военни, дипломатически), характеристиките на българската митническа тарифа и митническа политика в България, нетарфни регулатори в международната търговия, актуални проблеми в областта и др.
- „Бизнес комуникации и делови преговори“ – изучава комуникационния процес и формите на комуникация, видове делови срещи, подготовка и планиране на делова среща, документация, модификации на деловото общуване при различните комуникативни системи, преговори, бизнес етика и етикет и др.
- „Реклама в международния бизнес“ – изучава същността на международната реклама, видове реклама, подходи за осъществяване на международната реклама, избор на медии, рекламен бюджет, рекламни агенции, средства за провеждане на реклама в международния бизнес, ефективност на рекламата и др.
- „Икономика на развитието“ – изучава икономическите аспекти на процеса на развитие в страните с нисък доход на населението, общите черти на развиващите се страни, категориите икономически растеж и развитие, критерии за оценяване на икономическото развитие, подобряване на потенциала на развитие на населението чрез мерки в областта на здравеопазването, образованието, условията на труд и др.
- „Транспорт и застраховане“ – изучава особеностите на транспорта, характеристиките на товарните и пътническите превози, предимства и недостатъци на различните видове транспорт, транспортния пазар, международен транспорт, видове застраховки и др.
- „Международен маркетинг“ – изучава същността на международния маркетинг, сегментация и позициониране на международните пазари, международни маркетингови проучвания, дистрибуционни канали, международни маркетингови комуникации и др.
- „Цени и ценообразуване на международните пазари“ – изучава понятието международна цена, ценообразуващите фактори, видовете международни цени, принципи и методи на ценообразуването, трансферно ценообразуване и др.
- „Международен финансов мениджмънт“ – изучава целите на финансовия мениджмънт, анализ на капиталовата структура, инвестиции и капиталово бюджетиране, рискове при инвестиционните решения, финансова структура на фирмата, ликвидност, управление на капитала и оборота на фирмата, управление на фирмената печалба и на рентабилността и др.
- „Финансиране на международната търговия“ – изучава банковото обслужване в международната търговия, банкови кореспондентски отношения, средствата и формите на международните плащания, краткосрочно, средносрочно и дългосрочно финансиране на международната търговия и др.
- „Международни отношения и външна политика на България“ – изучава етапите в развитието на международните отношения, външната политика и външнополитическия механизъм на Република България, функциите и правомощията на Народното събрание, Министерски съвет, Министерство на външните работи, Конституционния съд и Президента на Република България, средства за осъществяване на външната политика, форми на дипломатическото общуване, видове външнополитически решения и др.
- „Теория и практика на международните преговори“ – изучава особеностите на двустранните и многостранните преговори и на вътрешноинституционалните преговори, функции на медиатора, заплахи при преговорите, тактики, йерархия при преговорите и междуличностни отношения и др.
- „Международни стокови борси“ – изучава възникването и развитието на стоковите борси, организация на дейността на стоковите борси, органи на управление, принципи на ценообразуване на стоковите борси и др.
- „Международни бизнес анализи“ – изучава международните фирмени аналитични методики, видове капиталови решения, международните методики за оценка на кредитния рейтинг на държавите, маркетинговите и мениджърските анализи при експортноориентираните фирми, финансов анлиз на фирмите и др.

### Магистри
Магистърските програми за завършилите същата специалност разширяват знанията на студентите по вече познатите теми и включват допълнителни дисциплини като: „Корпоративно управление“, „Регионално сътрудничество в Югоизточна Европа“, „Управление на инвестиционни проекти“, „Международни стандарти за системи за управление“, „Икономика на развитието“, „Пазарни анализи и прогнози“ и др.
Бакалаврите, завършили друга икономическа специалност, могат да запишат магистратура „Международни икономически отношения“ със срок на обучение съгласно правилника на висшето учебно заведение. В учебния им план се включват предимно профилиращите дисциплини за специалност „МИО“, сред които: „Проучване на международните стокови пазари“, „Международна търговия“, „Международен бизнес“, „Международни финанси“, „Маркетинг в международния бизнес“, „Интелектуални продукти в международните икономически отношения“, „Финансиране на международната търговия“, „Бизнес комуникации в международния бизнес“, „Финансов мениджмънт в международния бизнес“ и др. Бакалаврите, идващи от неикономически специалности, записват магистратура „Международни икономически отношения“ със срок на обучение съгласно правилника на висшето учебно заведение. В учебния план се включват основни икономически дисциплини за придобиване на базисна икономическа подготовка, а на следващ етап и някои профилиращи дисциплини.

### Докторанти
В повечето университети в България се предлагат и докторски програми с различно профилиране: „Теория на МИО“, „Международен бизнес“, „Международен мениджмънт“, „Международни финанси“, „Европейска интеграция“, „Международни пазари и цени“ и др.

### Университети, в които се изучава специалността
- Международно висше бизнес училище, гр. София
- Университет за национално и световно стопанство, гр. София
- Стопанска академия „Димитър Апостолов Ценов“, гр. Свищов
- Икономически университет, гр. Варна
- Варненски свободен университет „Черноризец Храбър“, гр. Варна
- Пловдивски университет „Паисий Хилендарски“, гр. Пловдив
- Великотърновски университет „Св. св. Кирил и Методий“, гр. Велико Търново
- Югозападен университет „Неофит Рилски“, гр. Благоевград
- Бургаски свободен университет, гр. Бургас
- Русенски университет „Ангел Кънчев", гр. Русе